# 黑翅鸢

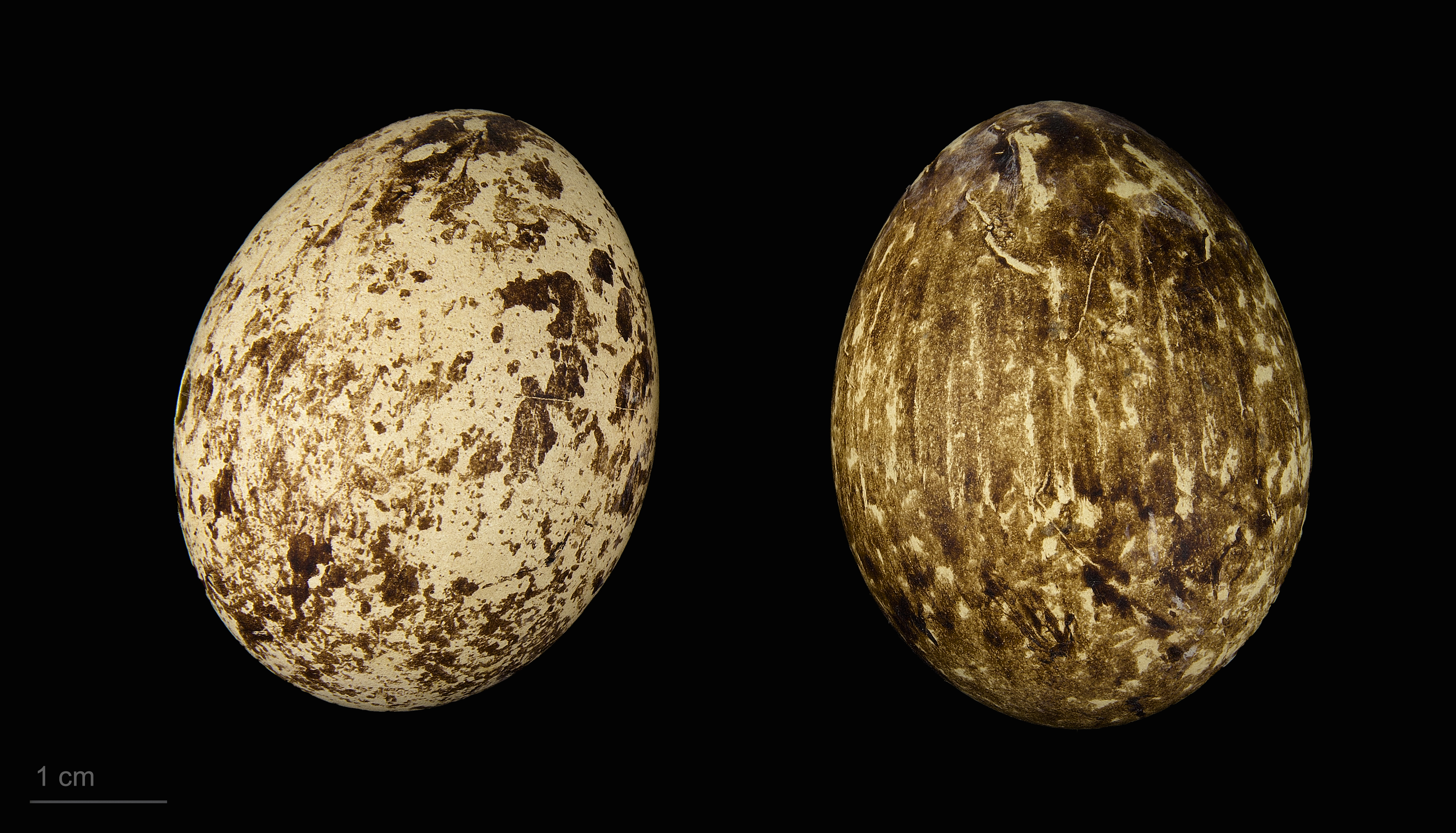
卵 Elanus caeruleus

黑翅鸢（学名：Elanus caeruleus），又名黑肩鳶（不是指分布於澳大利亞、學名為Elanus axillari的物種黑肩鳶 ）。鹰科鳶亞科黑翅鸢属的一種鸟类。主要分布于東洋界和非洲的田野和半沙漠，另外在新幾內亞、欧洲伊比利半島、尼羅河流域和阿特拉斯山脈以北的沿海地區也有分布。该物种的模式产地在阿尔及利亚阿爾及爾。黑翅鳶舊時與黑肩鳶、白尾鳶、纹翅鸢合併為一超種，並以一個指名亞種的形式存在。
雖然在金門一直都有黑翅鳶族群，但台灣一直到2001年在雲林濱海記錄到繁殖成功後，都沒有長住的群體。目前黑翅鳶族群在台灣有拓展的趨勢，至今部分平原地區都可看到黑翅鳶的蹤跡。由於黑翅鳶的擴張被認為是自然移動所致，所以不認為是入侵種。
該物種在歐洲最早的繁殖記錄是在1860年代，牠們生活範圍在南歐和西亞可能正在擴大，這被認為是因土地利用的變化，特別是農業和牧場幫助了黑翅鳶族群的成長。

黑翅鳶在大多數地區為留鳥。但據稱有部分群體會遷移。

## 亞種與分布
- ，黑翅鳶指名亞種，分布于伊比利亞半島西南部、非洲、阿拉伯半島西南部。[12]
- ，黑翅鸢南方亚种，分布于東洋界和華南地區、台灣等地。该物种的模式产地在印度[13]。
- ，黑翅鸢菲律賓亚种，分布于巽他群島、菲律賓、蘇拉威西和新幾內亞。[12]
  - ，黑翅鳶新幾內亞亞種，有時會自菲律賓亚种獨立。

專家對於亞種的認定有分歧，除了新幾內亞亞種較明顯不同，各地的亞種仍在各自表述。

## 特徵

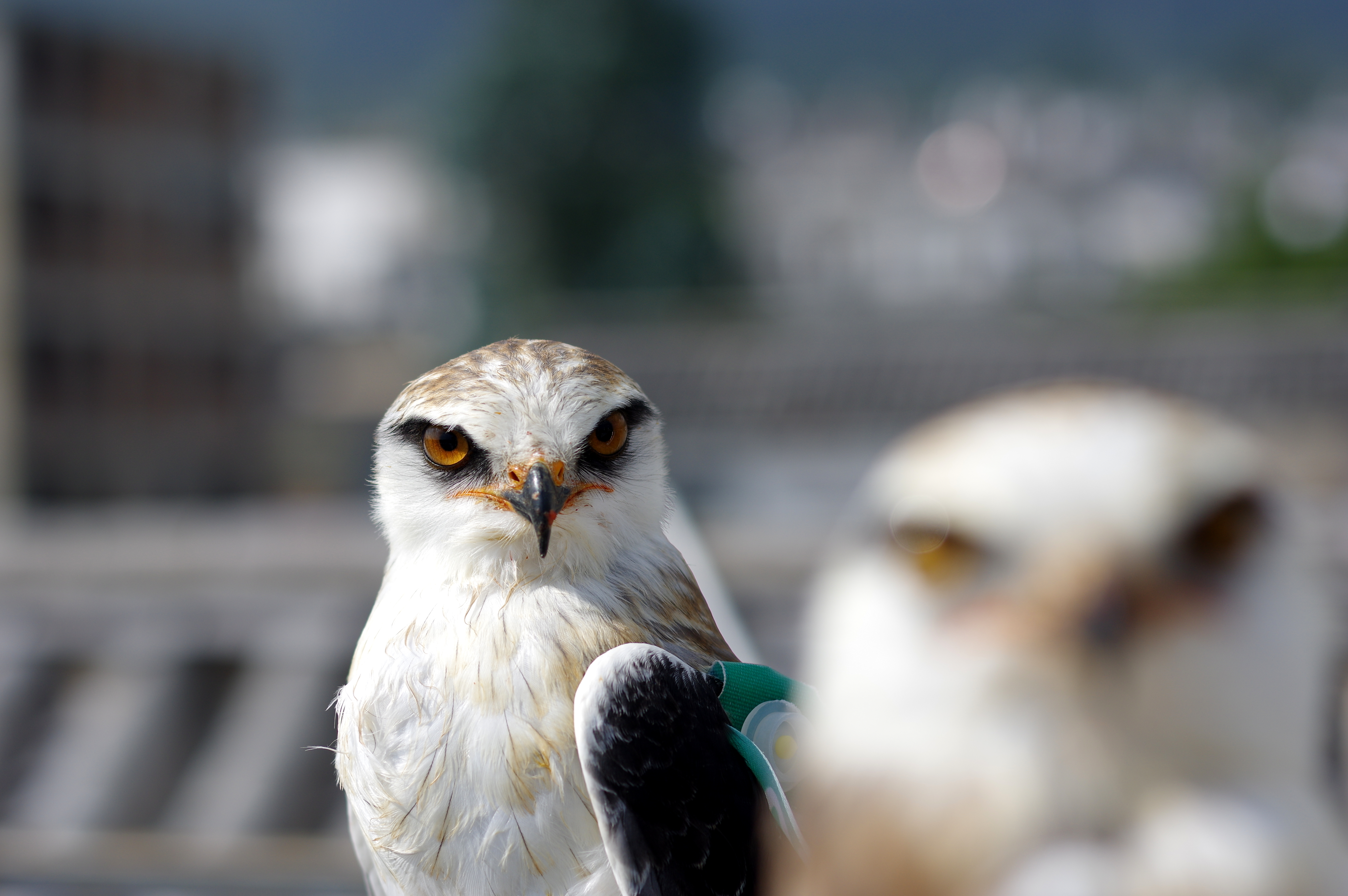
亞成個體，雲南

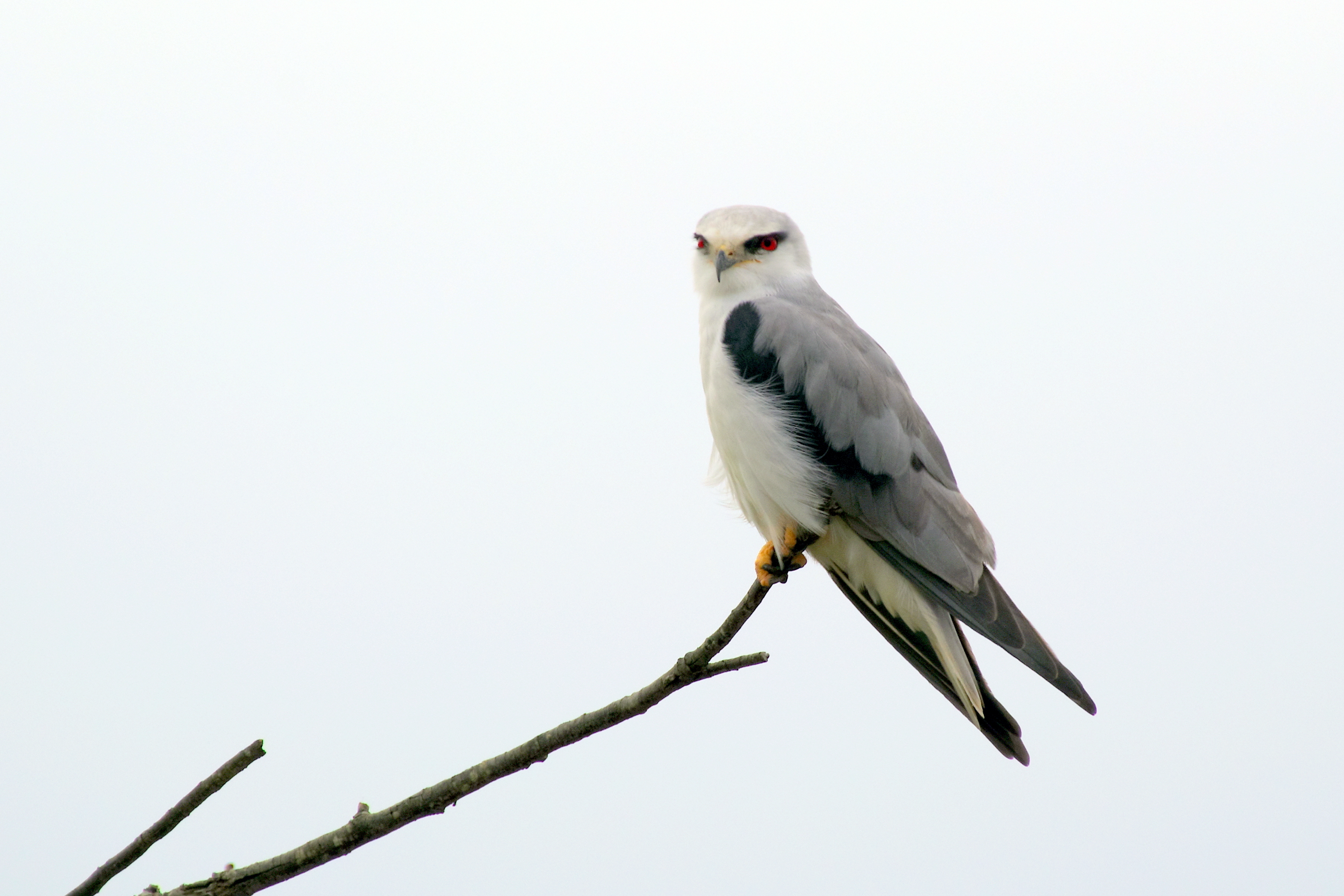
成鳥，台北

黑翅鸢長約35到38公分，翼展長80到95公分。成年黑翅鸢的身體呈淡灰色，雌雄同型，亞成鳥體紅棕色。頭部呈白色，下半身亦為白色，棲息時翅尖超出尾部。與一般鷹科鳥類不同，其飛行時翅膀末端不分岔，而是像隼類一樣呈尖狀。喙基寬，因此口部可以張得很大。

## 行為與生態
黑翅鸢無固定繁殖期，且一年內可飼養一隻以上的幼雛，在台灣被記錄到築巢於樹如木麻黃、烏臼之上。黑翅鳶以兔、鼠為食，也吃小型鳥類、蛇、蛙、蜥蜴、蝗蟲。牠們會棲於開闊地帶的突出樹枝，並以俯衝的方式抓住獵物，也會像隼類那樣盤旋。鳴聲尖細。
4月～12月是黑翅鸢的繁殖期。黑翅鸢每次繁殖都要重新筑巢，筑巢会选择地某些树种，主要巢材为枯树枝，巢离地高度都在11m以上（n=4）。巢外径为40cm，巢高30cm，巢深10cm（n=1）。黑翅鸢每窝繁殖雏鸟3～4只，离巢时的雏鸟成活率都达到100%（n=4）。繁殖期的黑翅鸢食物主要为鼠类。黑翅鸢的繁殖期长，繁殖力强，雏鸟成活率高，对人类活动环境的适应能力强，近年来的分布范围逐渐扩大。
自2017年起，台灣屏東科技大學鳥類生態研究室開始在農田設立棲架，吸引鳥類棲息，其中猛禽如草鴞、鳳頭蒼鷹和黑翅鳶都是常客，由於黑翅鳶以鼠類為主食，若食用吃到滅鼠藥的老鼠，很可能會導致死亡，因此目前亦在推廣以設立棲架吸引黑翅鳶捕捉害鼠。

## 保护
- 受華盛頓公約附錄Ⅱ保護。
- 《世界自然保護聯盟》（IUCN）評為無危（LC）
- 中国国家重点保护动物等级：二级[21]
- 台灣野生動物保育法：Ⅱ 珍貴稀有野生動物[22]